# Генріх Гоффманн (льотчик)
Генріх Гоффманн (нім. Heinrich Hoffmann; 8 березня 1913, Вормс, Німецька імперія — 3 жовтня 1941, біля Єльні, РРФСР) — німецький льотчик-ас, оберфельдфебель резерву люфтваффе. Кавалер Лицарського хреста Залізного хреста з дубовим листям (перший кавалер серед унтер-офіцерів вермахту).

## Біографія
В серпні 1939 року зарахований у винищувальну авіацію, унтерофіцер. 18 травня 1940 року переведений у 3-тю ескадрилью 77-ї винищувальної ескадри. Учасник Французької кампанії. З 21 листопада 1940 року літав у складі 12-ї ескадрильї 51-ї винищувальної ескадри. Учасник боїв на радянсько-німецькому фронті. 2 серпня 1941 року протягом дня збив 6 радянських літаків (28-33 перемоги) — 3 Р-5, 2 Р-10 та І-15. 3 жовтня 1941 року його літак (Messerschmitt Bf 109 F-2 з бортовим номером 12 876) був збитий штурмовиком Іл-2.
Всього за час бойових дій Гоффманн здійснив 261 бойовий виліт і здобув 63 повітряних перемоги, а також знищив 3 радянських потяги і 10 автомобілів.

## Нагороди
- Нагрудний знак пілота
- Залізний хрест
  - 2-го класу (10 липня 1941)
  - 1-го класу (28 липня 1941)
- Авіаційна планка винищувача в золоті
- Лицарський хрест Залізного хреста (12 серпня 1941) з дубовим листям (№ 26; 19 жовтня 1941 — посмертно)